# Takelot II
Takelot II was een farao van de 22e dynastie.
Takelot was getrouwd met Karomama Merimut II. In het Louvre bevindt zich een mooi standbeeld van haar. Het was de dochter van zijn halfbroer Nimlot, die hogepriester van Amon in Thebe was. Deze Nimlot kwam in Jaar 11 van zijn regering te overlijden wat tot een opstand leidde. Takelot stuurde zijn zoon Osorkon, de kroonprins, naar Thebe om de opstand de kop in te drukken. Dat lukte, waarna deze zichzelf benoemde tot hogepriester van Amon. Echter, na vier jaar brak er opnieuw een opstand uit, wat leidde tot een burgeroorlog die 27 jaar zou duren. In het tiende jaar van deze oorlog overleed Takelot. Hij werd begraven in Tanis.
Doordat hij in Thebe was gebleven om te strijden tegen Pedoebast I, de stichter van de 23e dynastie, werd kroonprins Osorkon, de latere Osorkon III, niet de opvolger, maar diens jongere broer Sjosjenq III.